# Miejski Zakład Komunikacji w Zamościu
Miejski Zakład Komunikacji w Zamościu – publiczny przewoźnik świadczący usługi w zakresie pasażerskiego transportu zbiorowego w Zamościu i wybranych gminach powiatu zamojskiego.

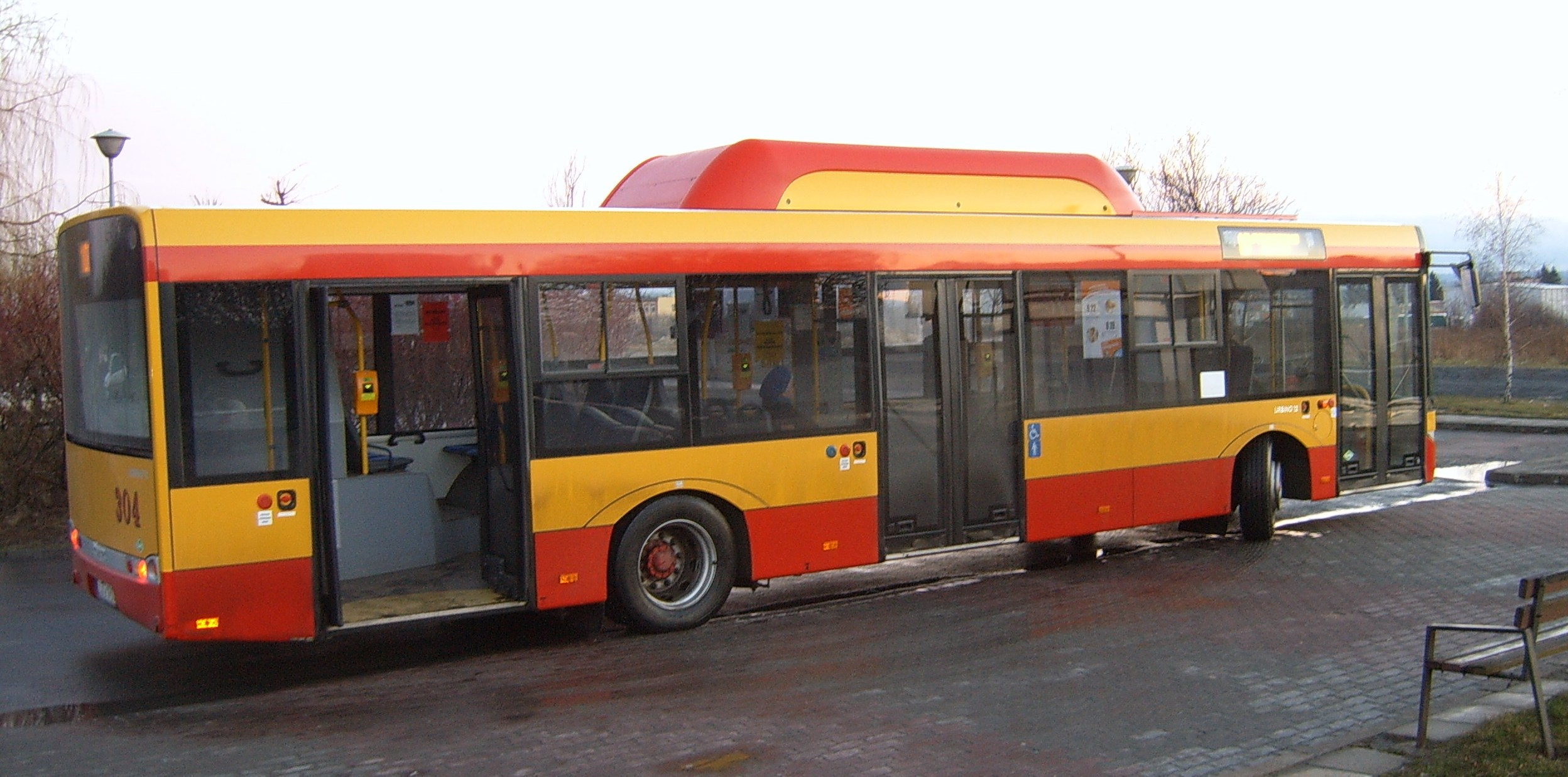
Solaris Urbino 12 CNG na linii nr 10

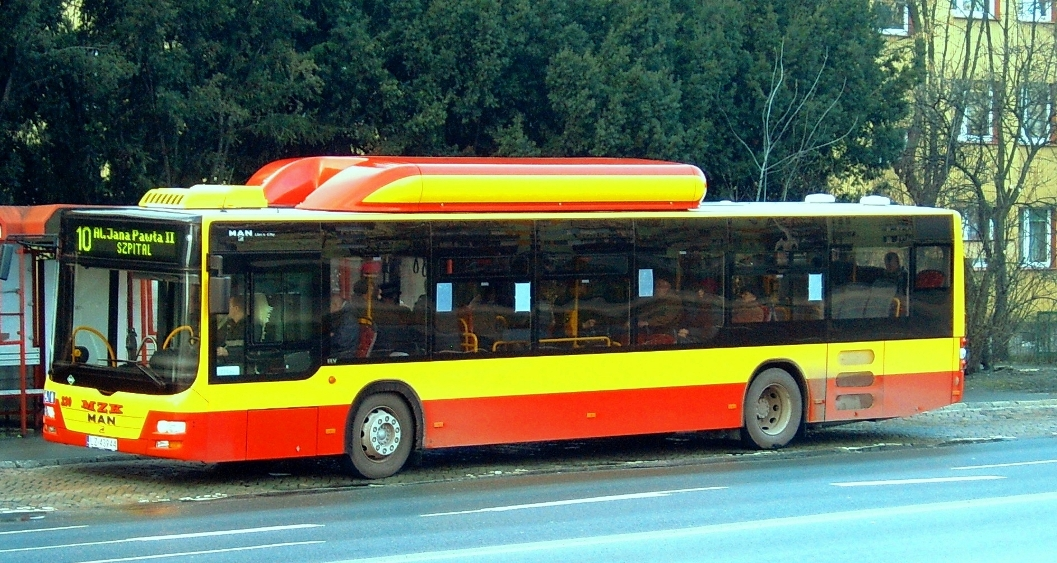
MAN Lion’s City CNG na linii nr 10

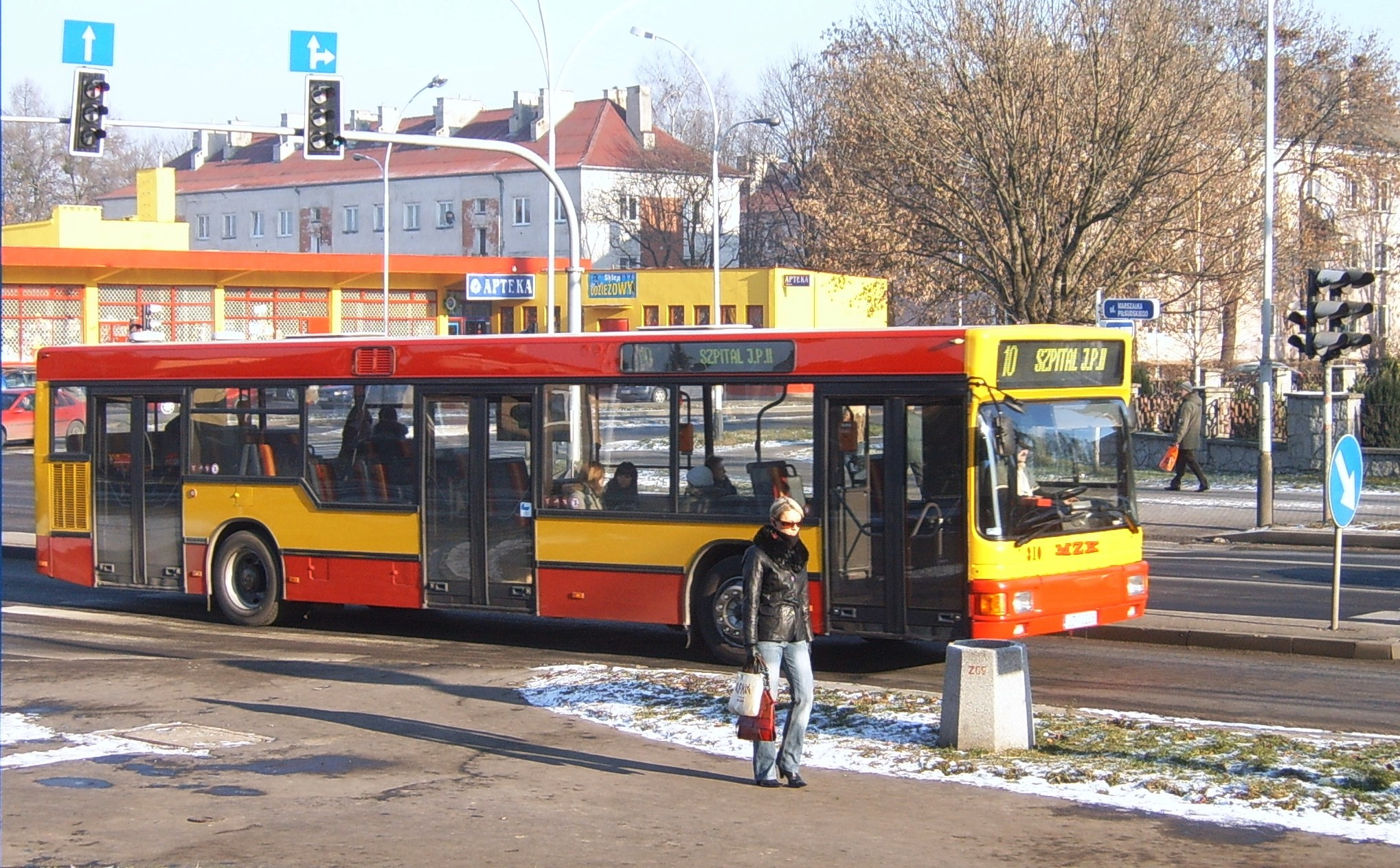
MAN NL 202 na linii nr 10

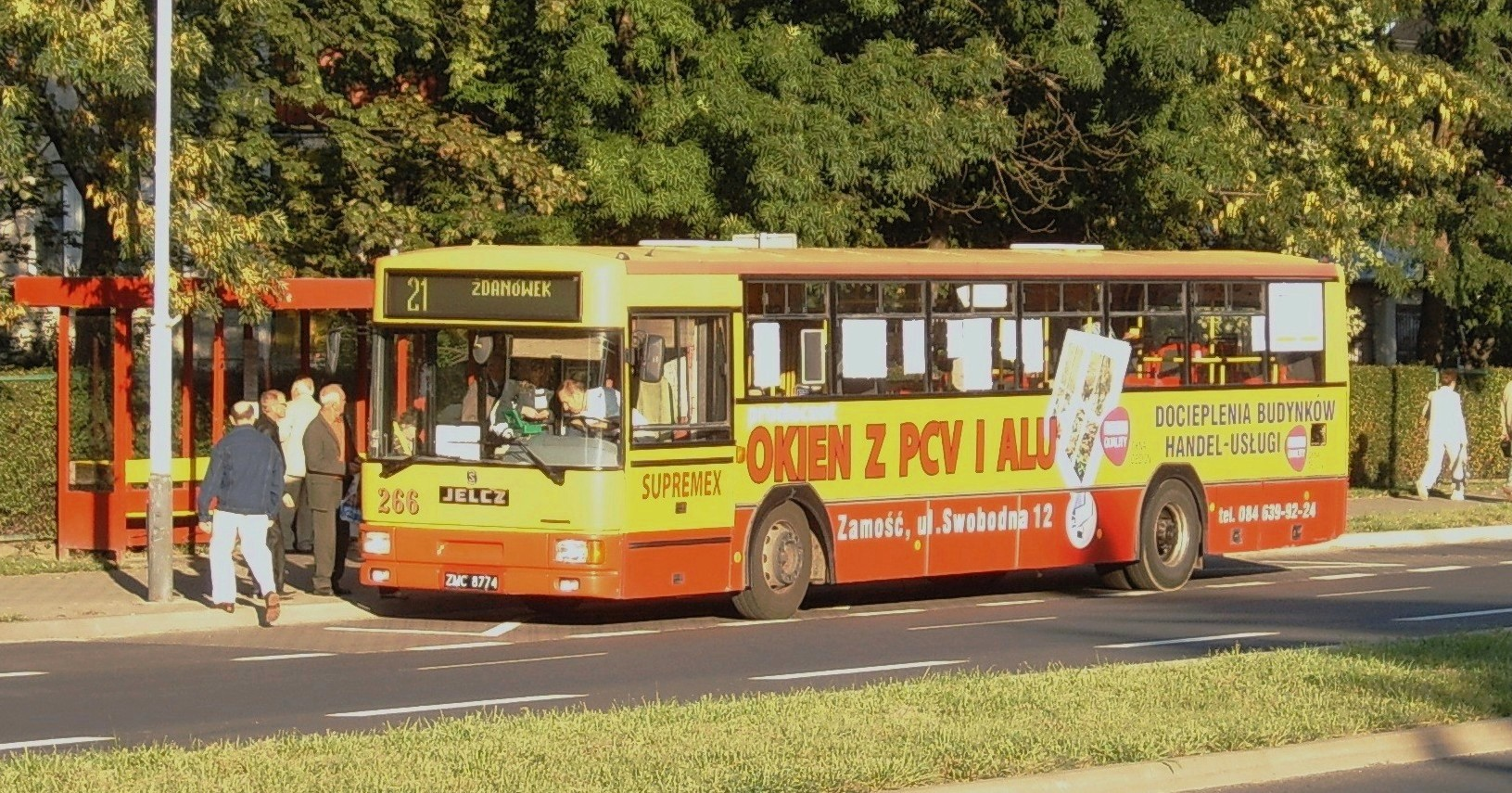
Jelcz 120M (nowszy z 1997 r., 266) na linii nr 21

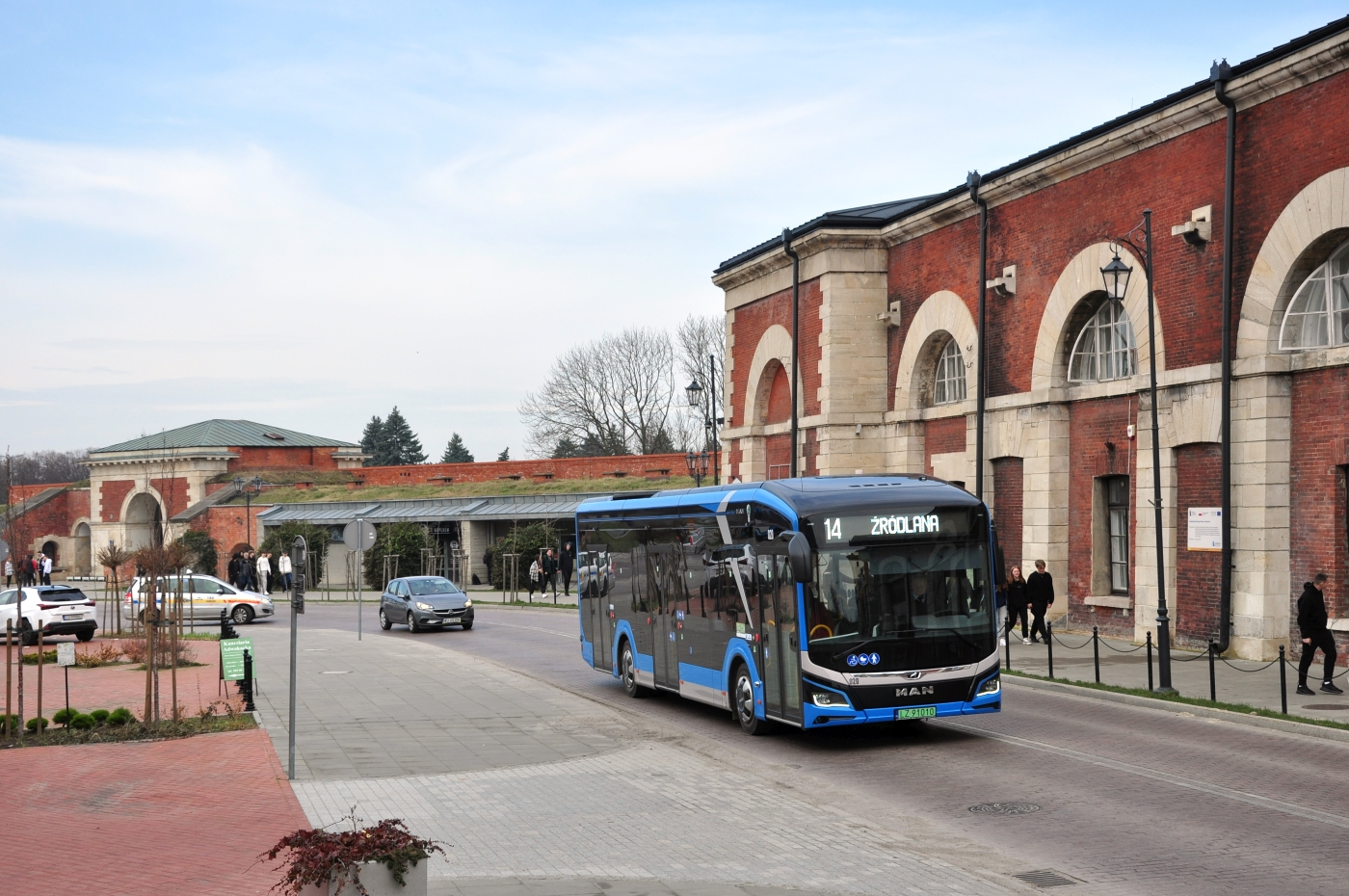
MAN NL326 Lion`s City 12 E #020 na linii 14

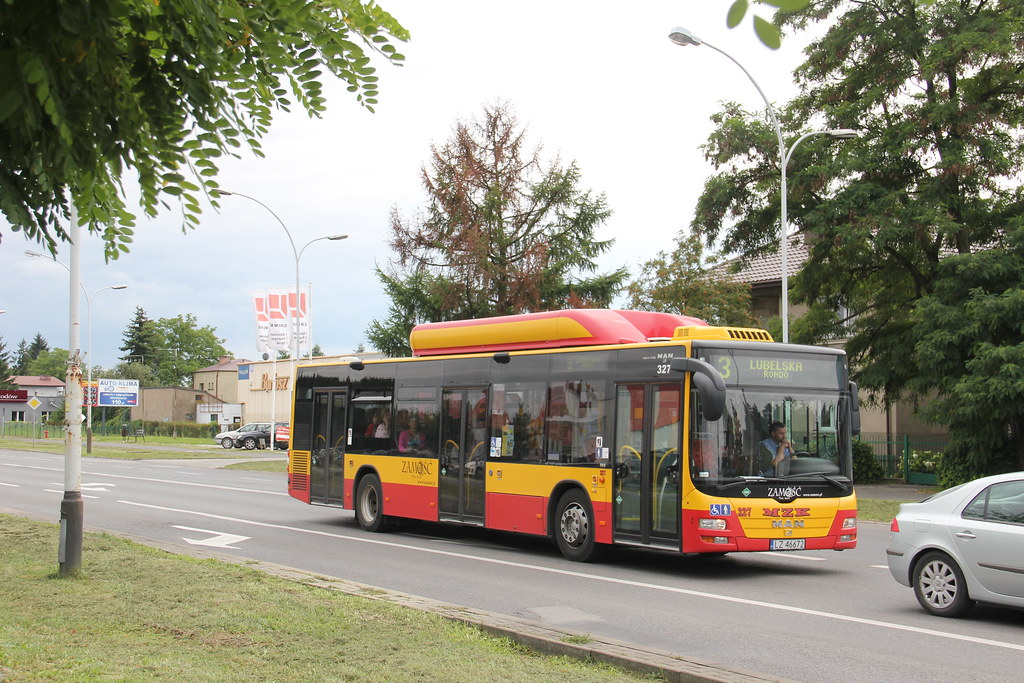
MAN NL273 Lion's City na linii 3

## Historia
Pierwsze autobusy zakładu komunikacji miejskiej pojawiły się na ulicach Zamościa w roku 1960. Kilka lat później, w 1963 roku, zakład został przekształcony i wchodził w skład Miejskiego Przedsiębiorstwa Gospodarki Komunalnej nr 1 (działały wówczas 2), a w latach 70. Wojewódzkiego Przedsiębiorstwa Gospodarki Komunalnej i Mieszkaniowej z oddziałem w Zamościu. W 1984 roku przedsiębiorstwo to zostało podzielone i pojawiło się Miejskie Przedsiębiorstwo Komunikacyjne. Od tego momentu kontrolę nad MPK przejął zamojski Urząd Miasta – dotychczas zajmowały się tym instytucje na szczeblu wojewódzkim. Jako przedsiębiorstwo komunalne MPK istniało od roku 1990, a rok później zostało przekształcone w Miejski Zakład Komunikacji. Natomiast jako obecna spółka z ograniczoną odpowiedzialnością MZK działa od roku 1998.
Od kilku lat MZK posiada nową bazę przy ul. Lipowej (Os. Orzeszkowej-Reymonta), w której czynna jest m.in. jedyna w mieście stacja gazu CNG. Wcześniej zajezdnia znajdowała się w pobliżu Starego Miasta, przy ul. Peowiaków.

## Tabor
Tabor MZK Zamość liczy 54 autobusów. Wszystkie z nich są przystosowane do przewozu osób niepełnosprawnych - autobusy niskopodłogowe, a 16 pojazdów zasilanych jest sprężonym gazem ziemnym CNG. Wszystkie pojazdy posiadają system informacji pasażerskiej.
| Typ autobusu                  | Wyposażenie                                              | Numery taborowe                                                      | Eksploatacja od   | Rok produkcji     | Liczba              |
| ----------------------------- | -------------------------------------------------------- | -------------------------------------------------------------------- | ----------------- | ----------------- | ------------------- |
| Solaris Urbino 12             | system informacji pasażerskiej · przewóz osób na wózkach | 334, 335, 336, 337, 338, 339, 340, 341                               | 2018 – 2019       | 2007              | 8                   |
| Solaris Urbino 12             | system informacji pasażerskiej · przewóz osób na wózkach | 001                                                                  | 2018              | 2018              | 1                   |
| Solaris Urbino 12             | system informacji pasażerskiej · przewóz osób na wózkach | 002, 003, 004, 005, 006, 007, 008, 009, 010                          | 2019              | 2019              | 9                   |
| MAN NL273 Lion's City CNG     | system informacji pasażerskiej · przewóz osób na wózkach | 316, 317, 318, 319, 320, 321, 322, 323, 324, 325, 326, 327           | 2011              | 2011              | 12                  |
| MAN NL313 Lion`s City         | system informacji pasażerskiej · przewóz osób na wózkach | 331, 332, 333                                                        | 2014 – 2015       | 2008              | 3                   |
| MAN New Lion City - 12E & 18E | system informacji pasażerskiej · przewóz osób na wózkach | 011, 012, 013, 014, 015, 016, 017, 018, 019, 020, 021, 022, 023, 024 | 2023              | 2022              | 14 - 10 12E & 4 18E |
| Wszystkie pojazdy             | Wszystkie pojazdy                                        | Wszystkie pojazdy                                                    | Wszystkie pojazdy | Wszystkie pojazdy | 47                  |

| Pojazdy techniczne | Pojazdy techniczne | Pojazdy techniczne | Pojazdy techniczne |
| Typ pojazdy        | Eksploatacja od    | Liczba             |                    |
| ------------------ | ------------------ | ------------------ | ------------------ |
| Citroen C 15 1.8 D | 1999               | 1                  |                    |
| Lublin 3302        | 2000               | 1                  |                    |
| Wszystkie pojazdy  | Wszystkie pojazdy  | 2                  |                    |